# Pak Kjong-tu
Pak Kjong-tu (korejsky 박경두, anglický přepis: Park Kyoung-doo; * 3. srpna 1984) je jihokorejský sportovní šermíř, který se specializuje na šerm kordem. Jižní Koreu reprezentuje od roku 2009. Na olympijských hrách startoval v roce 2012 a 2016 a v soutěži jednotlivců vypadl pokaždé v úvodním kole. V roce 2011 obsadil na mistrovství světa v soutěži jednotlivců třetí místo a v roce 2014 na mistrovství světa v soutěži jednotlivců druhé místo. S jihokorejským družstvem kordistů vybojoval druhé místo na mistrovství světa v roce 2014 a 2015. Na olympijských hrách v roce 2016 vypadl s jihokorejským družstvem kordistů v úvodním kole.